# Monroe (Massachusetts)
Pour les articles homonymes, voir Monroe.
Monroe est une ville du comté de Franklin dans l’État du Massachusetts.
Elle a été incorporée en 1822.
Sa population était de 118 habitants en 2020.